# Eric Allman
Eric Allman (ur. 2 września 1955) – amerykański haker i programista, znany przede wszystkim jako twórca programu pocztowego sendmail, programu syslog oraz z rozpowszechnienia stylu formatowania kodu znanego jako BSD indent style.

## Życiorys
Urodził się w El Cerrito w Kalifornii. Od dzieciństwa chciał zajmować się komputerami. W szkole średniej włamał się do szkolnego mainframe’u. W 1973 rozpoczął studia na Uniwersytecie Kalifornijskim w Berkeley, co zbiegło się w czasie z popularyzacją w środowiskach akademickich systemu operacyjnego Unix. Jako że kod źródłowy Uniksa był dostępny dla pracowników naukowych, szybko pojawiły się ulepszenia i rozszerzenia. Jednym z nich był napisany przez Allmana delivermail – program do transportu poczty elektronicznej (MTA) poprzez ARPANET, który w 1981 wyewoluował w sendmail.
Wkrótce sendmail stał się składową systemu operacyjnego BSD, wersji Uniksa opracowywanej w ramach komputerowego laboratorium Berkeley – CSRG. Od tamtego czasu nieprzerwanie jest najpopularniejszym transporterem poczty elektronicznej w Internecie, mimo bardzo trudnej konfiguracji oraz licznych odkrywanych w nim błędów związanych z bezpieczeństwem. Uważa się, że główną wadą sendmail jest jego monolityczna architektura, utrudniająca zarządzanie kodem programu oraz przyczyniająca się bezpośrednio do powstawania luk bezpieczeństwa. Z tego też względu współczesne transportery poczty tworzone są raczej w konstrukcji modularnej.
W 1998 Allman założył Sendmail Inc., przedsiębiorstwo z siedzibą w Emeryville w Kalifornii zajmujące się komercyjnym rozwojem programu.

## Życie prywatne
Eric Allman mieszka w Berkeley razem ze swoim wieloletnim partnerem Marshallem K. McKusickiem.